# Moosthenning
Moosthenning (Bairisch: Moosdenning) ist eine Gemeinde im niederbayerischen Landkreis Dingolfing-Landau. Der Verwaltungssitz der Gemeinde liegt im Dorf Unterhollerau der ehemaligen Gemeinde Lengthal.

## Geografie

### Lage
Moosthenning liegt in der Region Landshut in etwa 100 km Entfernung nordöstlich von München, unweit der Kreisstadt Dingolfing, im Isartal. Der Dreifaltigkeitsberg war ursprünglich Hauptdreiecksnetzpunkt der ersten bayerischen Landesvermessung von 1801.

### Gemeindegliederung
Moosthenning hat 57 Gemeindeteile:
- Behrhof
- Birket
- Breitenau
- Buchberg
- Buchreith
- Burgstall
- Deisenau
- Dornwang
- Dreifaltigkeitsberg
- Eglhof
- Forst
- Franzberg
- Gattering
- Gießübl
- Greßlsbach
- Großweiher
- Habich
- Haid
- Haiholz
- Hammeröd
- Harpoint
- Holzbuch
- Königsau
- Kattenbach
- Kleinweiher
- Klosterberg
- Kronberg
- Lengthal
- Moosthenning
- Neukreith
- Oberdietenau
- Oberhaslau
- Oberhollerau
- Oberholsbach
- Oberschellhart
- Oberviehmoos
- Ottering
- Reichenstall
- Rimbach
- Rothenbühl
- Rothleck
- Schöndorf
- Seyfriedsheim
- Stockerpoint
- Stopfenreuth
- Strohberg
- Töding
- Thürnthenning
- Unterdietenau
- Unterhaslau
- Unterhollerau
- Unterholsbach
- Unterschellhart
- Unterviehmoos
- Winkl
- Wolfsacker
- Zieglstadl

### Gemarkungen
Die Gemeindeteile, geordnet nach Gemarkung und ehemaliger Gemeinde:
- Gemarkung Moosthenning: Moosthenning, Burgstall, Reichenstall, Wolfsacker.
- Gemarkung Dornwang: Dornwang.
- Gemarkung Lengthal: Breitenau, Buchberg, Buchreith, Deisenau, Eglhof, Forst, Gießübl, Harpoint, Kattenbach, Klosterberg, Kronberg, Lengthal, Oberdietenau, Oberhollerau, Oberholsbach, Oberschellhart, Rothenbühl, Rothleck, Seyfriedsheim, Stopfenreuth, Strohberg, Unterdietenau, Unterhollerau, Unterholsbach, Unterschellhart.
- Gemarkung Ottering: Franzberg, Gattering, Habich, Holzbuch, Königsau, Oberhaslau, Ottering, Stockerpoint, Töding, Unterhaslau, Winkl.
- Gemarkung Rimbach: Dreifaltigkeitsberg, Neukreith, Rimbach.
- Gemarkung Thürnthenning: Behrhof, Birket, Greßlsbach, Großweiher, Haid, Haiholz, Hammeröd, Kleinweiher, Oberviehmoos, Schöndorf, Thürnthenning, Unterviehmoos, Zieglstadl.

### Ökologie
Wichtige Lebensräume für seltene Tier- und Pflanzenarten bilden das Königsauer Moos und die südexponierten Hänge zum Isartal.

## Geschichte

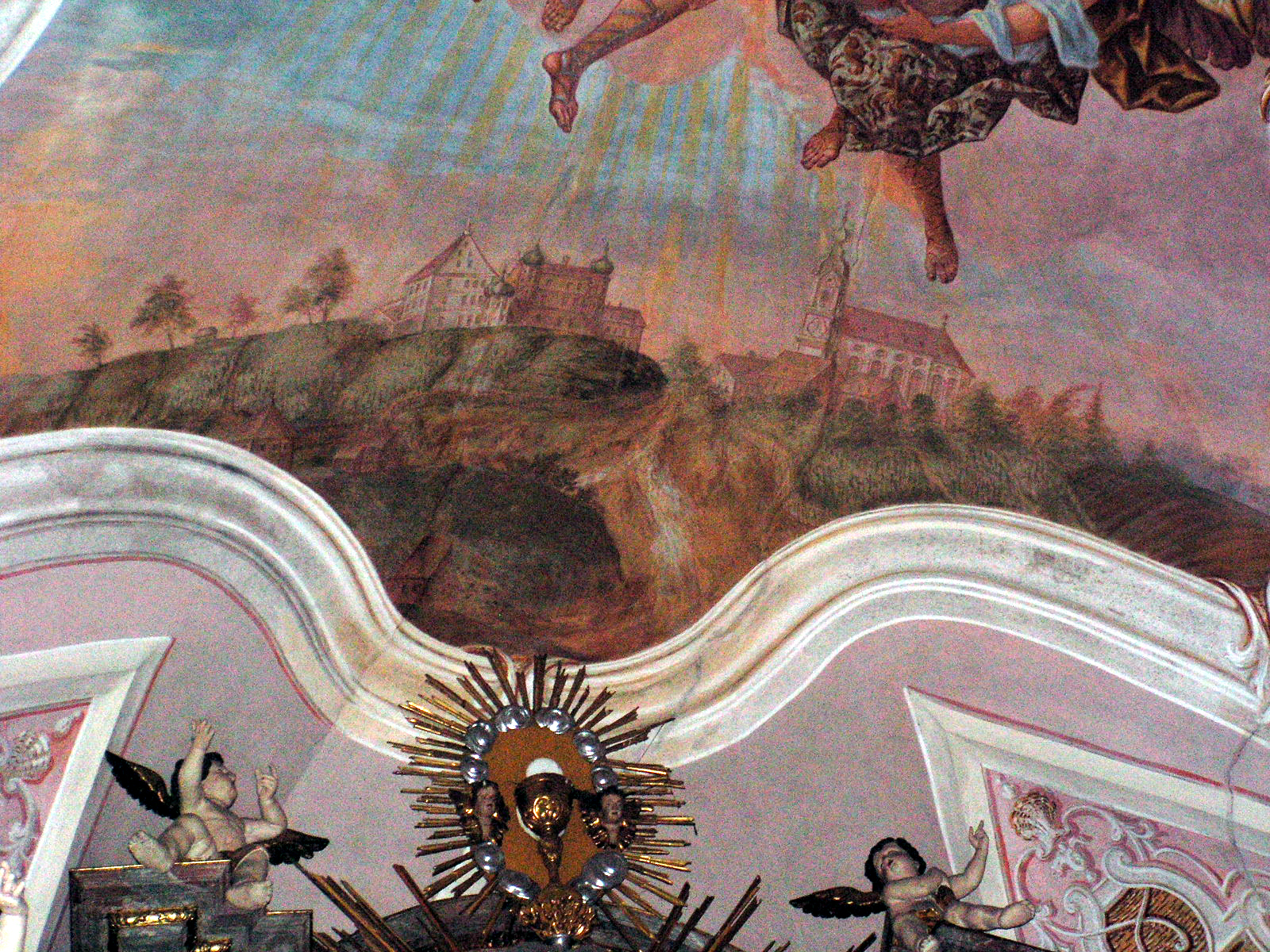
Darstellung des untergegangenen Schlosses Thürnthenning im Gewölbe der Pfarrkirche Thürnthenning. Bemerkenswert ist, dass in Thürnthenning nachweislich während des Spätmittelalters und der Frühen Neuzeit Baierwein angebaut wurde. Darstellung zeigt Weinstöcke am Berghang unterhalb der Pfarrkirche und ist damit auch ein Bildbeleg für diese heute in Niederbayern verschwundene Sonderkultur

Moosthenning gehörte zum Rentamt Landshut und zum Landgericht Dingolfing des Kurfürstentums Bayern. Die Herren von Aythalb und andere besaßen hier gefreite Edelsitze. 1818 entstanden im Vollzug des Zweiten bayerischen Gemeindeedikts die Gemeinden Rimbach, Dornwang, Lengthal, Moosthenning, Thürnthenning und Ottering, die im Zuge der Gebietsreform in den 1970er Jahren  zur Gemeinde Moosthenning zusammengefasst wurden.
Im Gemeindeteil Thürnthenning befand sich eine Hofmark, die seit dem 14. Jahrhundert nachgewiesen ist. Nach verschiedenen Besitzerwechseln unterstand sie im 18. Jahrhundert dem niederadeligen Geschlecht der Auer vom Winkel. Diese erbauten nach einem Brand im Jahre 1732 ein neues Schloss, das 1851 abgebrochen wurde. Das Andenken an diesen Bau lebt im Hausnamen Schlossbauer weiter. Im zugehörigen nunmehr bäuerlichen Anwesen sind Fragmente des Schlosses inkorporiert. Das Aussehen des Schlossbaus ist bildlich überliefert, da es im Gewölbe der Pfarrkirche Thürnthenning im Ensemble mit der Kirche dargestellt ist.

### Eingemeindungen
Die ursprüngliche Gemeinde und die im Zuge der Gebietsreform in Bayern direkt oder indirekt eingegliederten Gemeinden bilden im Wesentlichen die heutigen sechs Gemarkungen:

Die früheren Gemeinden im nördlichen Teil des Landkreises Dingolfing

| Ehemalige Gemeinde | Fläche ha | Einwohner 1970-05-27 | Einwohner 1987-05-25 | Einwohner 2011-05-09 | Datum      | Anmerkung                   |
| ------------------ | --------- | -------------------- | -------------------- | -------------------- | ---------- | --------------------------- |
| Moosthenning       | 618,10    | 504                  | 635                  | 977                  | -          | Ursprüngliche Gemeinde      |
| Dornwang           | 863,27    | 484                  | 664                  | 847                  | 01.01.1972 | Eingemeindung nach Lengthal |
| Lengthal           | 1911,95   | 780                  | 846                  | 1076                 | 01.05.1978 |                             |
| Ottering           | 1731,35   | 761                  | 811                  | 772                  | 01.05.1978 |                             |
| Rimbach            | 829,53    | 257                  | 270                  | 312                  | 01.01.1972 | Eingemeindung nach Lengthal |
| Thürnthenning      | 1085,18   | 469                  | 510                  | 721                  | 01.04.1971 |                             |
| Moosthenning       | 7039,38   | 3255                 | 3736                 | 4700                 | 01.04.1971 | Heutige Gemeinde            |

### Einwohnerentwicklung
Im Zeitraum 1988 bis 2021 wuchs die Gemeinde von 3756 auf 5291 um 1535 Einwohner bzw. um 40,8 %.
Die nachfolgenden Zahlen sind gebietsstandsbereinigt, d. h. auch ältere Zahlen (1961 und 1970) sind auf das heutige Gemeindegebiet umgerechnet:
| Jahr      | 1961 | 1970 | 1987 | 1991 | 1995 | 2000 | 2005 | 2010 | 2015 | 2020 |
| --------- | ---- | ---- | ---- | ---- | ---- | ---- | ---- | ---- | ---- | ---- |
| Einwohner | 3318 | 3259 | 3736 | 3880 | 4132 | 4392 | 4673 | 4765 | 4903 | 4933 |

## Sehenswürdigkeiten

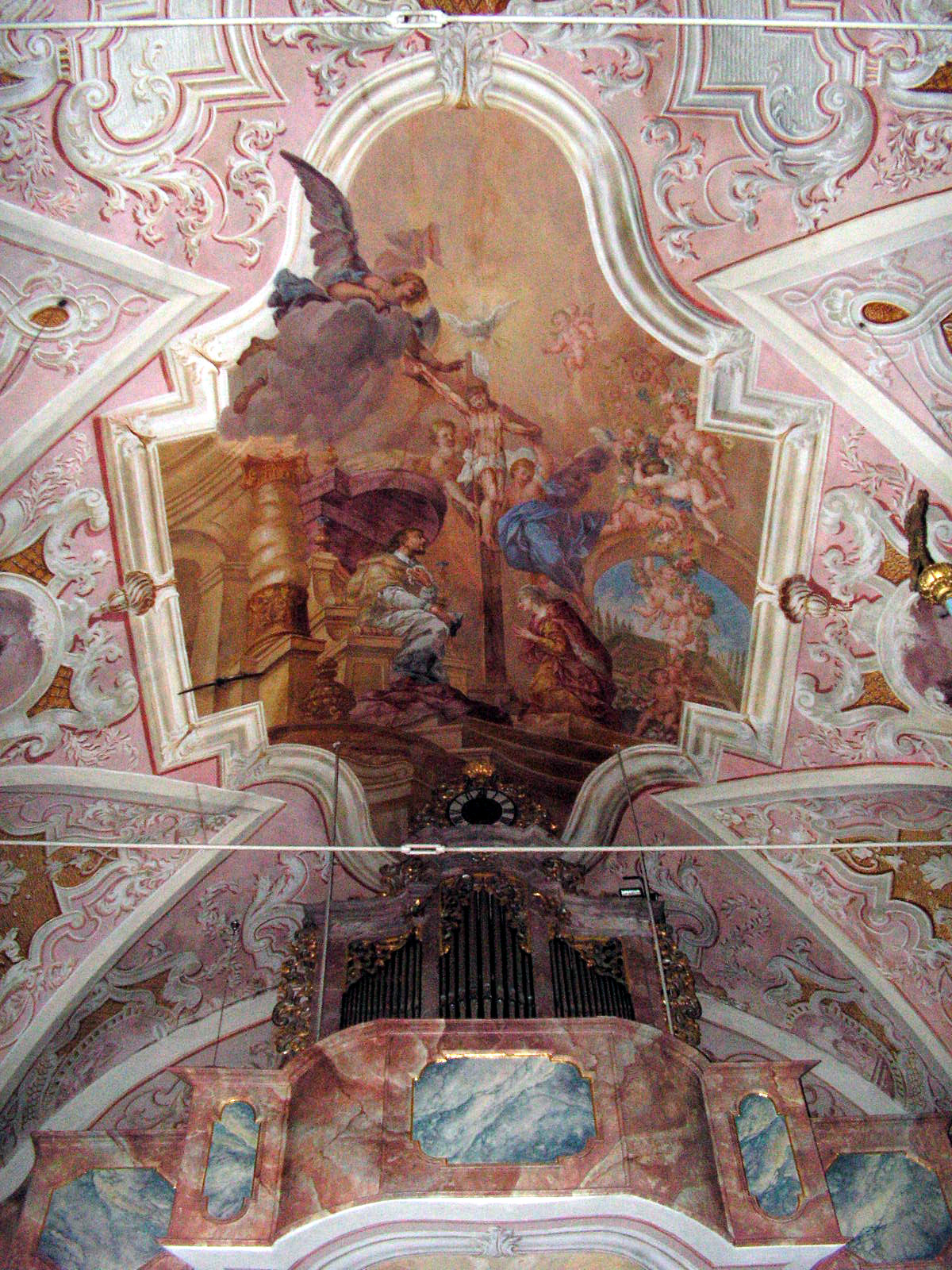
Pfarrkirche St. Johannes von Nepomuk in Thürnthenning, westliches Langhausgewölbe mit Fresko von Joseph Anton Merz

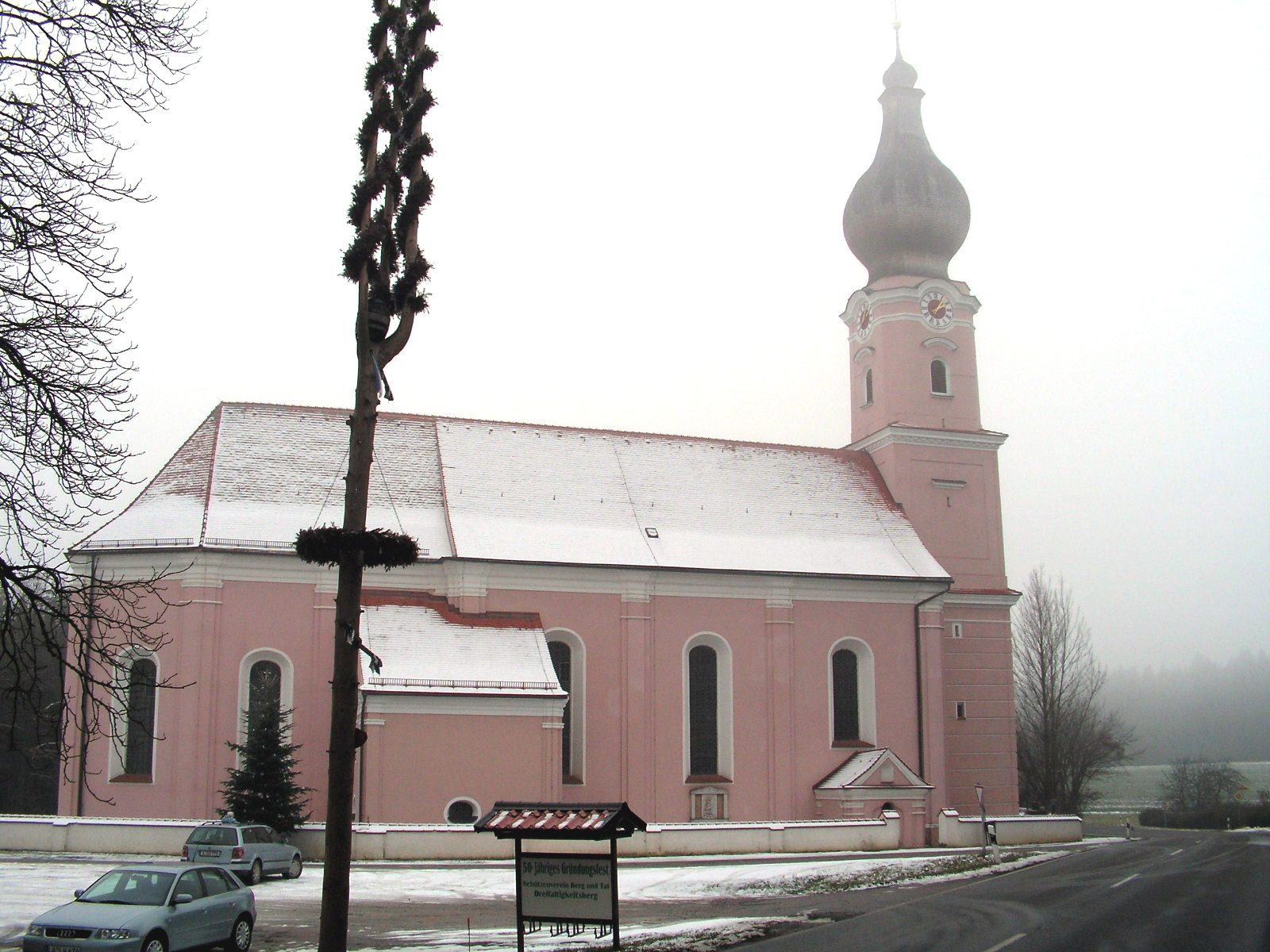
Barocke Wallfahrtskirche Dreifaltigkeitsberg, Anfang 18. Jahrhundert

Unter den Dorfkirchen der Gemeinde befinden sich zwei bemerkenswerte barocke Bauten: Die 1693 bis 1714 erbaute Wallfahrtskirche Dreifaltigkeitsberg (Turm von 1739, nach Blitzschlag erneuert 1770) sowie die Filialkirche St. Johannes Nepomuk in Thürnthenning. Letztere wurde durch den Dingolfinger Stadtbaumeister Georg Weigenthaler 1732 fertiggestellt und durch den Straubinger Maler Joseph Anton Merz mit qualitätvollen Deckenfresken ausgestattet. Die Kirche besticht wegen ihrer Lage auf den Nordhängen des Isartals durch ihre architektonische Fernwirkung.
Daneben sind in den Gemeindeteilen Lengthal und Rimbach noch einige der für die Region einstmals typischen traufseitig erschlossene Bauernhäuser in Blockbauweise in situ erhalten, die die vermehrten Abbrüche und Neubauten der 1960er und 1970er Jahre überstanden haben. In Dornwang (Dorfstr. 28) finden sich an einem Haus zwei Steinfiguren, die den Hl. Mauritius und den Hl. Florian darstellen. Sie wurden beim Abbruch des barocken Hochaltars der Kirche St. Johannes in Dingolfing 1884 von einem ansässigen Landwirt ersteigert und hier neu aufgestellt.
Von 2007 bis 2015 gab es das Kraxenberger Fahrzeug-Museum mit rund 30 Oldtimern im Gemeindeteil Unterhollerau.

## Politik

### Gemeinderat
Dem Gemeinderat gehören der 1. Bürgermeister und 16 Gemeinderäte an. Bei der Wahl am 15. März 2020 ergab sich folgende Zusammensetzung für die Amtszeit 2020–2026:
- CSU: 3
- SPD: 1
- Bürgerliste: 2
- FWG Moosthenning: 2
- UWG Ottering: 2
- FWG Thürnthenning: 3
- FWG Dornwang: 2
- ÜWG Rimbach: 1

### Bürgermeister
Erster Bürgermeister ist seit 1. Mai 2020 Anton Kargel (Freie Wählergemeinschaft Thürnthenning); dieser gewann bei der Wahl am 15. März 2020 gegen Amtsinhaber Markus Baierl mit 59,4 % der Stimmen. Die Vorgänger von Kargel waren:
- Markus Baierl (CSU) von 1. Mai 2008 bis 30. April 2020
- Georg Kutzi (Bürgerliste Lengthal) von 1. Mai 1996 bis 30. April 2008
- Josef Roglmeier (UW) von 1. Mai 1984 bis 30. April 1996
- Otto Altendorfer (CSU)  von 1. Mai 1978 bis 30. April 1984

### Steuereinnahmen
Die Gemeindesteuereinnahmen betrugen im Jahr 2009 3.327.100 €, davon betrugen die Gewerbesteuereinnahmen (netto) 314.600 €.
Im Jahr 2024 betrugen die Gemeindesteuereinnahmen 7.849.800 €.

### Wappen
Das Gemeindewappen zeigt auf weißem Grund einen roten Sparren über einem Löwenkopf. Die Basis des Wappens zeigt das fruchtbare Grün des Isartals. Die Tingierung in Silber und Rot soll ein Hinweis auf die Familie Pelkofer sein, welche seit dem 14. Jahrhundert Besitz in Moosthenning hatte. Der Löwenkopf entstammt dem Wappen der Auer von Winkl, die in Ottering und Thürnthenning bis ins 18. Jahrhundert Hofmarksherren waren. Der Sparren geht auf das Wappen der Familie Stinglheimer zurück, die vom 13. bis ins 17. Jahrhundert in Thürnthenning nachweisbar ist.

## Wirtschaft und Infrastruktur

### Wirtschaft einschließlich Land- und Forstwirtschaft
Es gab im Jahr 2021 nach der amtlichen Statistik in der Land- und Forstwirtschaft 10, im produzierenden Gewerbe 151 und im Bereich Handel und Verkehr 557 sozialversicherungspflichtig Beschäftigte am Arbeitsort. Sozialversicherungspflichtig Beschäftigte am Wohnort gab es insgesamt 2287. Im verarbeitenden Gewerbe (mehr als 20 Beschäftigte) gab es einen, im Bauhauptgewerbe sechs Betriebe. Zudem bestanden im Jahr 2020 103 landwirtschaftliche Betriebe mit einer landwirtschaftlich genutzten Fläche von 3470 ha.
In einem zum BMW-Werk Dingolfing gehörenden Betrieb werden hier Karosserien für Rolls-Royce hergestellt.

### Verkehr
Die Gemeinde ist über die Bundesautobahn 92 (München – Deggendorf) von Landshut (34 km), von Deggendorf (48 km), auf Staatsstraßen von Straubing (32 km) und von Eggenfelden (45 km) zu erreichen.

### Bildung
Im Jahr 2003/2004 gab es folgende Einrichtungen:
- Kindergärten: 100 Kindergartenplätze mit 135 Kindern
- Volksschulen: eine mit 19 Lehrern und 331 Schülern

Im Jahr 2008 gab es folgende Einrichtungen:
- Kindergärten: 140 Kindergartenplätze mit 145 Kindern
- Grund- und Hauptschulen: eine mit 26 Lehrern und 298 Schülern

Im Jahr 2022 gab es folgende Einrichtungen:
- 1 Kindertagesstätte: 216 Betreuungsplätze mit 182 Kindern
- 1 Grund- und Hauptschule: 9 Lehrkräfte, 156 Schülerinnen und Schüler

## Vereine
Der FC Ottering wurde 1948 gegründet.
Der SV Thürnthenning wurde 1961 gegründet (Sportarten: Stockschießen, Gymnastik, Tennis und Fußball).

## Persönlichkeiten
- Joseph Alois Rotermundt (1798–1852), zeitweilig Priester im Ort
- Joseph Sturm (1888–1962), Politiker (Bayerische Volkspartei)